# Harry J. Collins
Harry John Collins (7 de dezembro de 1895 - 8 de março de 1963) foi um militar norte-americano que chegou a Major General do Exército dos Estados Unidos; comandou a 42 "Rainbow" Divisão de Infantaria durante a Segunda Guerra Mundial.

## Condecorações
De entre várias condecorações, Collins foi um cidadão honorário de Salzburg e Linz.